# Путина, Людмила Александровна
Людми́ла Алекса́ндровна Пу́тина (урождённая Шкребнева, по второму мужу Очере́тная; род. 6 января 1958, Калининград, РСФСР, СССР) — бывшая супруга президента России Владимира Путина, с которым она прожила в браке около 30 лет. Первая леди России с 1999 по 2008 и с 2012 по 2013 годы. После развода стала женой бизнесмена Артура Очеретного.

## Ранняя жизнь, образование и карьера

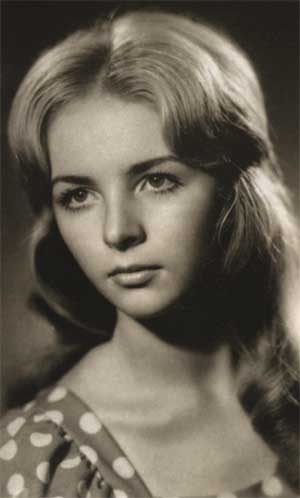
Людмила Путина в молодости

Людмила Александровна Шкребнева родилась 6 января 1958 года в Калининграде в семье рабочего Калининградского ремонтно-механического завода Александра Аврамовича и кассира на автотранспортном предприятии Екатерины Тихоновны Шкребневых (род. 1926). Её отец происходил из села Шняки Стародубского района Брянской области. Родная сестра — Ольга Цомаева.
В 1975 году окончила калининградскую среднюю школу № 8, была активной комсомолкой. После школы твёрдо решила стать актрисой. Ещё в начальной школе она записалась в драмкружок при районном доме пионеров, где её наставницей стала местная актриса Антонина Языкова, сыгравшая немало ролей в Калининградском драмтеатре.
Работала почтальоном, затем — учеником токаря-револьверщика на калининградском заводе «Торгмаш», где получила 2-й токарный разряд. Была санитаркой в городской больнице, руководителем драмкружка в доме пионеров, аккомпаниатором, стюардессой на внутренних линиях в калининградском авиаотряде. В 1986 году окончила Ленинградский государственный университет по специальности филолог-романист, тема диплома — «Причастие в современном испанском языке».
В 1990—1994 годах преподавала немецкий язык на кафедре усовершенствования учителей Ленинградского государственного университета.

## Семейная жизнь

### Брак с Владимиром Путиным

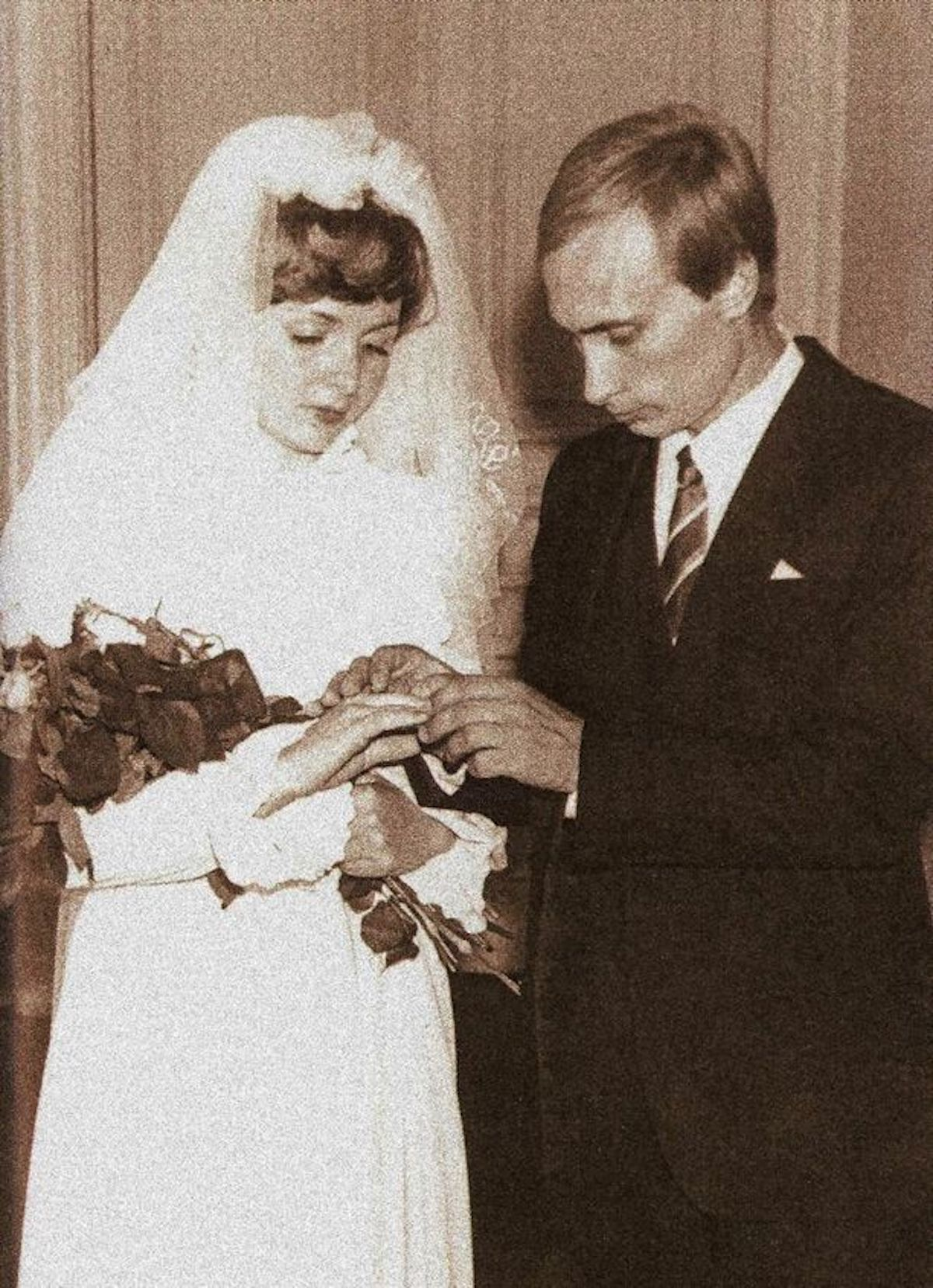
Владимир и Людмила Путины в ЗАГСе, 28 июля 1983

С Владимиром Путиным познакомилась в Ленинграде на концерте Аркадия Райкина. 28 июля 1983 года они расписались во Дворце бракосочетания на улице Петра Лаврова, а свадьбу справили на невском речном трамвайчике.
В 2001 году вышла книга супруги гамбургского банкира и немецкой подруги Путиных Ирен Пич, с которой они познакомились в 1995 году. «Хрупкая дружба» (нем. Heikle Freundschaften: Mit den Putins Russland erleben) рассказывает о личной жизни супругов Путиных, наблюдениях Ирен Пич, а также переживаниях и мыслях, которыми с ней делилась Людмила Путина.
Например, Людмила жаловалась, что Путин нарушил обещание держаться подальше от шпионского мира, когда согласился на должность главы ФСБ в июле 1998 года.
«Это ужасно», — сетовала она в телефонном разговоре, который оказался последним контактом между двумя женщинами. «Мы больше не сможем общаться друг с другом». «Кошмарная изоляция. Не будет больше возможности путешествовать куда захотим, не будет больше возможности говорить что захотим. А я только начала жить», — делилась Людмила.
28 апреля 1985 года у пары родилась дочь Мария. Четыре года, в 1986—1990 годах, Людмила жила и работала с мужем в ГДР, где 31 августа 1986 года родилась их вторая дочь Катерина. Обеих девочек назвали в честь бабушек: Марии Ивановны Путиной и Екатерины Тихоновны Шкребневой.

#### Развод

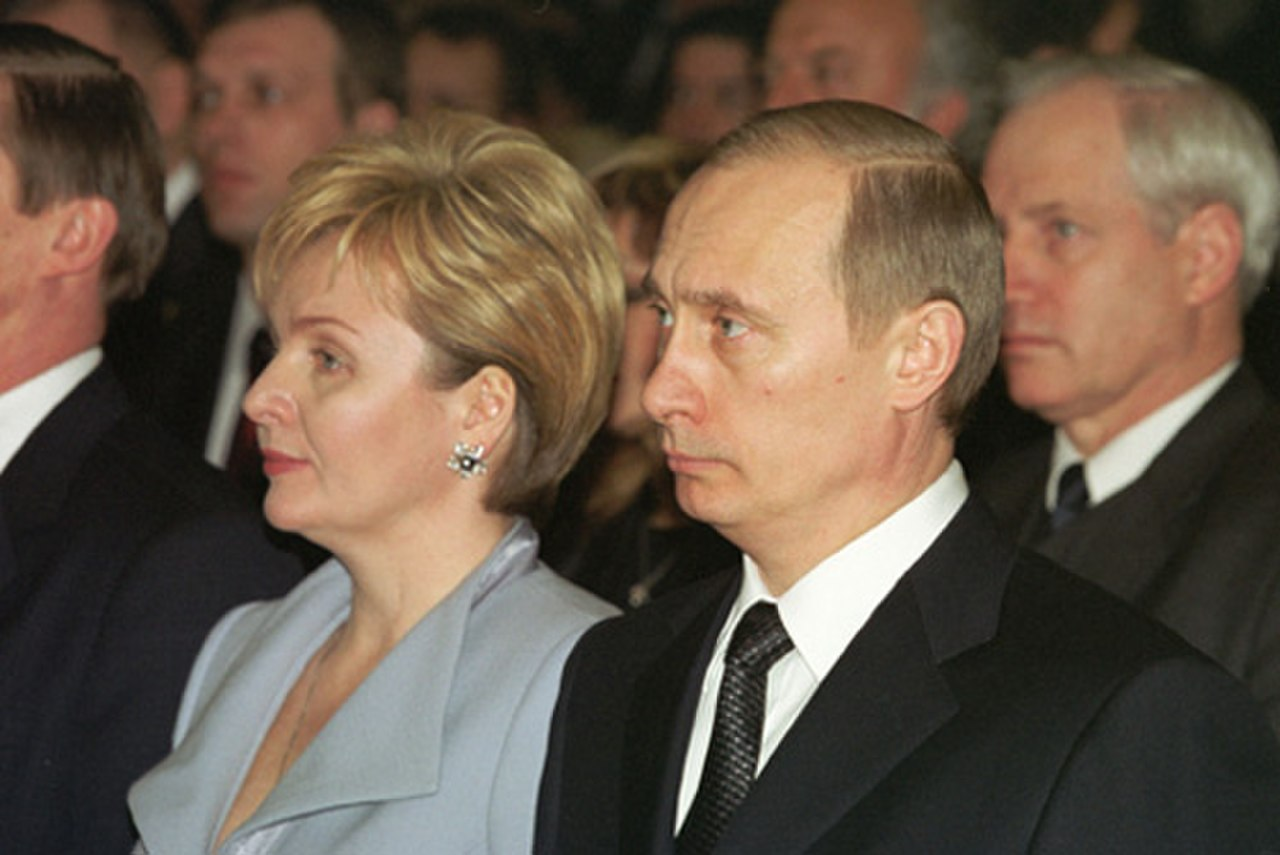
Владимир Путин и Людмила Путина во время торжественного вечера, посвящённого Дню защитника Отечества, 2002

6 июня 2013 года Владимир и Людмила Путины, совместно дав интервью во время антракта премьеры балета «Эсмеральда» в Кремле, публично объявили, что их брак фактически завершён по обоюдному решению. Венчания, как чуть позже отметил Путин, не проводилось, поэтому, по его словам, религиозной стороны развода не существует.
1 апреля 2014 года пресс-секретарь главы государства Дмитрий Песков подтвердил, что развод состоялся.

### Брак с Артуром Очеретным
В январе 2016 года ряд СМИ сообщили о новом браке бывшей первой леди России — согласно этим данным, она вышла замуж за 37-летнего руководителя Центра развития межличностных коммуникаций и издательского дома «Литературная учёба» Артура Очеретного и в документах о собственности на прежнюю санкт-петербургскую квартиру именуется уже как Людмила Александровна Очеретная.
Артур Сергеевич Очеретный родился 29 марта 1978 года в подмосковном Томилино. В 1995 году он окончил среднюю школу в Люберцах, в 1996 стал соучредителем ООО «Фунтейн-Экспресс», которое занималось ремонтом оргтехники. В 2003—2008 годах Очеретный был директором компании «Арт шоу центр», организовывавшей разного рода мероприятия для «Единой России», «Газпрома» и др. Именно в связи с этой деятельностью он мог познакомиться с представителями российских элит — в том числе с Людмилой Путиной. В 2013 году стало известно, что Путины развелись, причём уже тогда звучала версия, что президент дал жене развод, чтобы она могла вступить в новый брак. Не позже начала 2015 года Очеретный и Путина поженились, причём это не афишировалось, а запросы СМИ на эту тему оставались без ответа.
Сами супруги от комментариев воздерживаются, пресс-секретарь Путина Дмитрий Песков, отвечая на вопрос журналистов, от комментариев также отказался.
28 марта 2017 года Людмила и Артур Очеретные были замечены вместе в лондонском аэропорту «Хитроу».
Согласно расследованию газеты «Собеседник» 2019 года, Людмила Очеретная через кипрский оффшор Carmoney CY LTD является владелицей 7 % акций микрофинансовой компании «КарМани», на тот момент занимавшей шестое место по размеру портфелей микрозаймов. К декабрю 2021 года перед выходом компании на IPO она уже владела 14,5 %. За два дня до наступления 2023 года с целью избежать экономических санкций ЕС офшор Очеретной перестал быть владельцем CarMoney, новым собственником стало российское ООО «Смарттехгрупп», чьим генеральным директором является давний финансовый партнёр Людмилы Очеретной Антон Зиновьев (вместе с ней владеет бизнесом по аренде смартфонов «Запросто»). Офис CarMoney находится в принадлежащем Очеретной Доме Волконского на Воздвиженке.

## Первая леди Российской Федерации

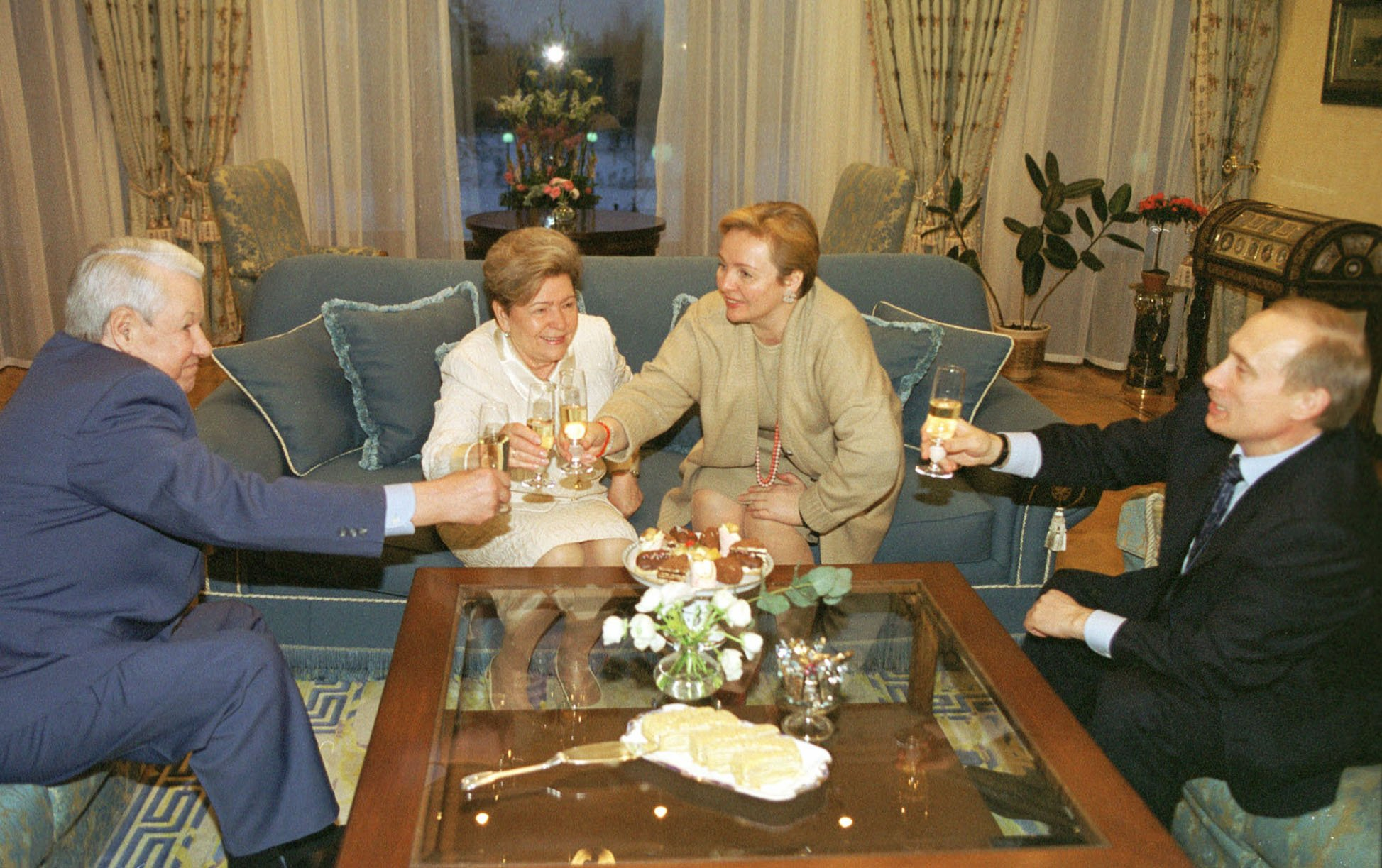
Владимир и Людмила Путины на дне рождения Бориса Ельцина, 2002

По собственному признанию Людмилы Путиной, мир для неё обрушился, когда её муж сообщил, что хочет стать президентом России. Она рыдала целый день, восприняв это известие «как сообщение о катастрофе». В конце концов она поняла, что «её семейная жизнь перевернулась, что никогда не будет так, как это было раньше».

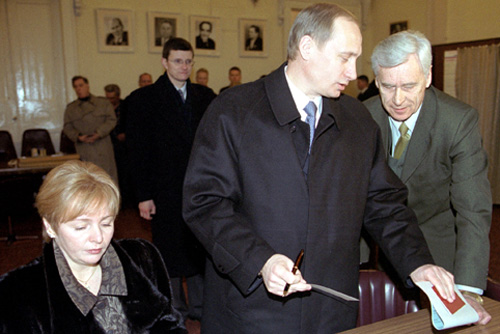
Владимир и Людмила Путины голосуют на выборах 26.03.2000

После прихода Владимира Путина к власти Людмила оставалась в тени российской политической сцены, стараясь избегать лишнего внимания (за исключением случаев, предусмотренных протоколом), а также ограничивала свою общественную роль редкими заявлениями в поддержку мужа.
По её словам, исполнять роль первой леди страны и отвечать всем ожиданиям иногда очень трудно. «Будучи первой леди ты, прежде всего, женское лицо России. По тому, как ты выглядишь, как одеваешься, как говоришь, встречаешь гостей, будут судить о твоём государстве, его обычаях и нравах. В такой ситуации трудно оставаться самой собой. Но это самое важное. Каждый человек должен нести свой крест, и он даётся ему по его силам. Хотя многим людям кажется, что именно их крест — самый тяжёлый». В зарубежных поездках её привлекала возможность узнавать что-то новое, кроме того, она видела себя «пропагандистом всего, что касается России». «Когда беседуют главы государств, мы что-то узнаем друг от друга, знакомимся друг с другом с человеческой стороны», — говорила она.
Своим приобретением в качестве супруги президента Людмила Путина также считала возможность активной работы в социальной сфере, то, что к её мнению прислушиваются. Так, она опекала малолетних преступниц.

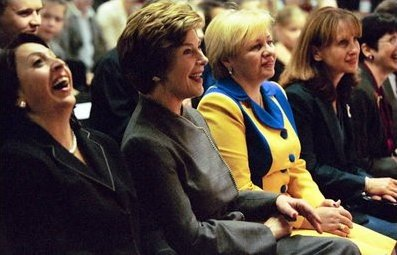
Белла Кочарян, Лора Буш, Людмила Путина и Зорка Пырванова — первые леди Армении, США, России и Болгарии, 2003

После 2008 года стала редко появляться на публике, что дало повод для слухов, будто первая леди страны стала монахиней или развелась со своим мужем. Обе эти версии были официально опровергнуты. Путин по-прежнему носил обручальное кольцо.

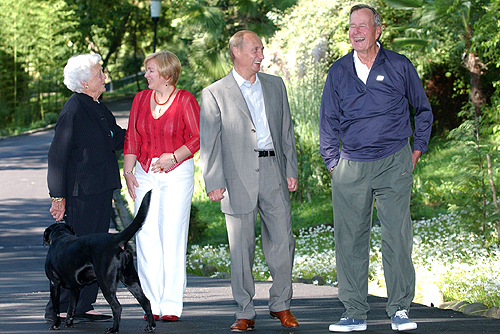
Владимир и Людмила Путины с экс-президентом США Джорджем Бушем-старшим и его супругой Барбарой, 2003

4 марта 2012 года вместе с мужем проголосовала на выборах президента РФ на избирательном участке № 2079 в Российской академии наук, предъявив открепительный талон, в отличие от супруга, голосовавшего по паспорту двумя избирательными бюллетенями как по выборам президента, так и по выборам в муниципальное собрание городского муниципального образования Гагаринское на юго-западе Москвы.
26 марта 2013 года впервые за год появилась на публичном мероприятии, приняв участие в награждении Лауреатов Горьковской литературной премии за 2012 год, состоявшемся в Москве.

## Собственность и доходы
Людмилу Путину связывают с девелоперским проектом перестройки Дома князя Волконского на Воздвиженке, приведшей к уничтожению этого памятника архитектуры в 2013 году. Согласно публикации агентства «Рейтер», указывающего на Людмилу Путину как на конечного выгодоприобретателя, аренда площадей вновь выстроенного офисного здания приносит 3—4 млн долларов ежегодно; один лишь «Банк ВТБ» тратит на аренду помещений более 2 млн долларов.
В 2022 году соратники Алексея Навального опубликовали расследование, в котором утверждалось, что структура бывшей жены Путина и её нового мужа — Артура Очеретного — получает финансирование от мэрии Москвы, Газпромбанка и «Северстали» Алексея Мордашова. Из расследования следовало, что Очеретный покупает квартиры и дома на юге Франции, в Швейцарии и Испании. Общую стоимость заграничной недвижимости расследователи оценили почти в 600 млн рублей.
По данным The Insider, в 2022 году Путина получила от связанной с ней компании CarMoney доход в 58 млн рублей.

## Награды и звания

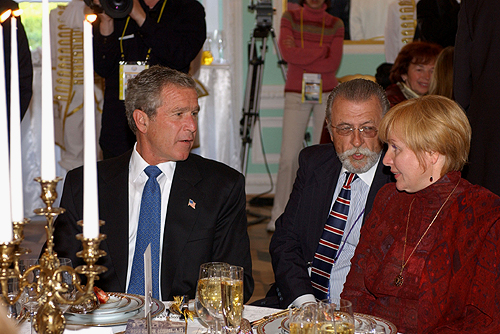
Джордж Буш и Людмила Путина на праздновании 300-летия Санкт-Петербурга. Петергоф, 2003

- Почётный гражданин Калининграда (4 июля 2007 год).
- Лауреат премии имени Якоба Гримма (Германия, 2002 год) «за поддержание и продолжение многовековых традиций изучения в России немецкого языка». Денежную премию передала Российской национальной школе декоративно-прикладного искусства в Санкт-Петербурге[39].
- Почётный профессор Евразийского университета им. Гумилёва и медаль «Золотой воин» (Казахстан, 2005 год).
- Медаль А. С. Пушкина «За большие заслуги в распространении русского языка» (МАПРЯЛ, 2003 год)[40].
- Лауреат премии Киргизско-Российского Славянского университета «Курманджан Датка» (Кыргызстан, 2002 год).
- Орден «Оливковая ветвь» Российско-Армянского (Славянского) государственного университета (Ереван, Армения, 2002 год).
- Юбилейная медаль «270 лет Санкт-Петербургскому университету» (СПбГУ, 1997 год).
- Лауреат конкурса «Комсомольской правды» «Лица года 2002» в номинации «Просветитель года»[41].

## Санкции
13 мая 2022 года Великобритания ввела санкции против Людмилы Очеретной в связи с вторжением России на Украину. Власти Великобритании считают, что несмотря на развод с Путиным, она продолжает получать преференции для своего бизнеса от российских властей. Также была включена ФБК в список «коррупционеров и разжигателей войны» как бывшая жена Путина. В 2023 году Фонд обратился в МИД Франции и Швейцарии с просьбой ввести санкции и арестовать имущество Людмилы Очеретной и её супруга Артура Очеретного.
13 июня 2025 года, вместе с супругом  Артуром Очеретным, внесены в санкционный список Канады лиц, которые по данным «Фонда борьбы с коррупцией», поддерживали нападение на Украину, либо извлекали выгоду от войны.

## Киновоплощения
- Дарья Михайлова в художественном фильме «Поцелуй не для прессы» (Россия, 2008 год).